# راسل فورد
راسل فورد (انگلیسی: Russell Ford؛ زادهٔ ۱۸ اوت ۱۹۸۳) ورزشکار هاکی روی چمن اهل استرالیا است.
وی در مسابقات کشوری و بین‌المللی در مجموع برندهٔ ۳ مدال طلا، ۲ مدال نقره، ۲ مدال برنز شده‌است.